# Салия, Виктор Дзакоевич
Виктор Дзакоевич Салия, другой вариант отчества — Дзокоевич (25 декабря 1907 года, село Джвари, Зугдидский уезд, Кутаисская губерния, Российская империя — неизвестно, Зугдиди, Грузинская ССР) — старший механик Зугдидской МТС Зугдидского района, Грузинская ССР. Герой Социалистического Труда (1948).

## Биография
Родился в 1907 году в крестьянской семье в селе Джвари Зугдидского уезда (сегодня — Цаленджихский муниципалитет). С раннего возраста трудился в сельском хозяйстве, в последующие годы — в одном из колхозов Зугдидского района. С 1939 года — член ВЛКСМ. В мае 1941 года призван на срочную службу в Красную Армию. С августа 1941 года участвовал в Великой Отечественной войне. Воевал в составе 17-го горного инженерно-сапёрного батальона 4-й горной инженерно-сапёрной бригады 11-го стрелкового корпуса. В последние годы войны — начальник артиллерийско-технического снабжения. В январе 1946 года демобилизовался и возвратился на родину.
В послевоенные годы — старший механик Зугдидской МТС Зугдидского района. Своевременно обеспечивал ремонт и обслуживание механизированной техники, в результате чего механизаторы перевыполняли производственные задания по обслуживанию колхозов. В 1947 году колхозы Зугдидского района в целом получили в среднем с каждого гектара по 45,2 центнера кукурузы на площади 571 гектаров. Указом Президиума Верховного Совета СССР от 21 февраля 1948 года удостоен звания Героя Социалистического Труда за «получение высоких урожаев кукурузы и пшеницы в 1948 году» с вручением ордена Ленина и золотой медали «Серп и Молот» (№ 809).
Этим же Указом званием Героя Социалистического Труда был награждён директор Зугдидской МТС Мамия Онисимович Дочия.
После выхода на пенсию проживал в Зугдиди. С 1969 года — персональный пенсионер союзного значения. Дата смерти не установлена.
Награды
- Герой Социалистического Труда
- Орден Ленина
- Орден Красной Звезды (30.04.1945)
- Медаль «За трудовую доблесть» (03.05.1949)